# ديميتري غونتشاروف
ديميتري غونتشاروف (بالروسية: Гончаров, Дмитрий Сергеевич)‏ هو لاعب كرة قدم روسي في مركز حراسة المرمى، ولد في 15 أبريل 1975 في بيليتس في ألمانيا. لعب مع ألانيا وسبارتاك موسكو وسيسكا موسكو ونادي أحمد غروزني ونادي كوبان كراسنودار.